# No Place to Hide
 No Place to Hide  — перший сингл американської ню-метал-гурту Korn з їхнього другого альбому,  Life Is Peachy . Пісня починається з вступу на бас-гітарі і містить пронизливі гітари та ударні в стилі фанк.

## Успішність
Вважається, що це перша пісня Korn, яка привернула увагу  MTV  і отримала трансляцію в ефірі, особливо у Великій Британії. Хоча на пісню не був знятий відеокліп, на MTV змонтували саморобний відео з уривків з відео Who Then Now? І попередніх відеокліпів групи.
Сингл був номінований на Греммі в категорії Найкраще метал виконання в 1998 році. Це стало другою номінацією Korn в цій категорії.

## Можливе значення пісні
Існує кілька версій про значення «No Place to Hide». За однією з версій у пісні йдеться про те, що поки Джонатан Девіс виставляє на показ свої болючі спогади у нього немає ні секретів, ні комфортного місця. Він відчуває себе зґвалтованим, тому що Korn стають черговий знаменитістю і масмедіа отримують владу над ним, витягаючи його душу. Ця тема продовжується у пісні  Freak on a Leash, де Девіс співає про те, що відчуває себе використовуваним індустрією розваг для заробітку грошей.